# Prodontria patricki
Prodontria patricki är en skalbaggsart som beskrevs av Emerson 1997. Prodontria patricki ingår i släktet Prodontria och familjen Melolonthidae. Inga underarter finns listade i Catalogue of Life.